# 青柳裕介
青柳 裕介（あおやぎ ゆうすけ、本名：吉村睦夫、1944年12月4日 - 2001年8月9日）は、日本の漫画家。

## 概要と略歴
高知県香美郡野市町出身。高知市立城東中学校卒業。代表作に『土佐の一本釣り』『土佐の鬼やん』『川歌』がある。地元・高知を舞台にした作品を多く発表した。
中学卒業後、8年間板前修業を続けながら漫画の創作に励み、1966年、『いきぬき』が『COM』の月例新人賞に選ばれデビュー。代表作の一つで長期連載された『土佐の一本釣り』は1980年に松竹より映画化もされた。『ビッグコミック』を主たる作品発表の場としていた。
評論家・石井文男は、青柳の一連の作品は、青春期の愛、希望、苦しみを経糸に、塩の香、魚の匂い、漁船のマスト、さらには路地裏の一杯飲み屋など、高知ならではの舞台をフルに緯糸として使用し、独自世界を作り出したが、作品の舞台は土佐以外はあり得ないし、高知在住だからこそ書ける作品だなどと評した。また石井の見た青柳の印象は、開けっぴろげで飾り気なく、誰をも受け入れるような習性だ。『土佐の一本釣り』の純平は、そのまま青柳の人間性であるとも評した。
1981年、『第32回NHK紅白歌合戦』に四国地方代表の地方審査員として出演。漫画家が特別審査員として出演するケースはこれまでもあったが地方審査員として出演するのは初めてのケースだった。
2001年8月9日、耳下腺基底細胞癌のため死去。56歳没。

## 受賞歴
- 第24回高知県出版文化賞（1979年）
- 第25回小学館漫画賞（1980年）
- 中土佐町名誉町民賞（1980年）

## 主な作品リスト
- 陽炎（COM、1968年7月号）
- 夢幻（COM、1969年6月号）
- 踏切（COM、1969年12月号 - 1970年2月号）
- サディストへの招待（プレイコミック、1970年）
- 胞状奇胎（プレイコミック、1971年4月10日号）
- 初恋物語（ヤングコミック、1971年10月27日号 - 1972年6月28日号）
- 怨念（ヤングコミック、1972年8月9日号 - 12月13日号）
- 青い抱擁（週刊漫画サンデー、1973年5月19日号 - 8月18日号）
- 時次郎は海を見たか（ヤングコミック、1973年12月26日号 - 1974年3月27日号）
- おしくら太鼓（週刊漫画TIMES、1974年4月27日号 - 11月30日号）
- ふるさと土佐の漁師まち（ヤングコミック、1974年 - 1975年）
- 土佐の鬼やん（少年キング、1975年5月 - 1978年3月）
- 土佐の一本釣り（ビッグコミック、1975年1月25日号 - 1986年6月25日号）
  - 土佐の一本釣りPART2 純平（ビッグコミック、1986年7月10日号 - 1991年10月25日号）
- さくらんぼと暴風圏（ヤングコミック、1977年4月27日 - ）
- 男達の航海（1975年 - 1992年の間に様々な雑誌に発表された短編作品集）
- 男の船出（1980年 - 1994年の間に様々な雑誌に発表された短編作品集）
- 青空ごっつん（少年キング、1979年）
- ボクら旅した（高知新聞、1979年5月1日号 - 1980年5月3日号、はくしょみのる共著）
- オレは俺（少年キング、1980年3月3日号 - 5月12日号）
- はるちゃん（ビッグコミックスピリッツ、1980年11月15日号 - 1983年2月28日号）
- おったまじゃくし（小学六年生、1985年）
- 鬼の武吉（コミックBE、1987年5月 - 1988年5月、シナリオ：武田正敏）
- 鋼鯨 ザ・タンカー（コミックGiga、1990年7月10日号 - 11月27日号）
- 川歌（ビッグコミック、1991年12月25日号 - 1994年9月10日号）
- 日々是前進　穴吹夏次物語（穴吹工務店社史、描き下し、1992年）
- ゼンマイ仕掛けの犯罪白書（ビッグゴールド、1994年2月号 - 1995年6月号）
- バチワレ!いさ（ビッグコミック、1994年10月25日号 - 1996年4月25日号）
- 四万十川（つりコミック、1996年10月号 - 1997年5月号）
- 北斗七星（ビッグコミック、1997年1月10日号 - 1998年6月10日号）
- 六尺ふんどし（コミックトムプラス、1998年5月号 - 1999年6月号）
- 鯨組（ビッグコミック、1998年12月10日号 - 1999年3月25日号）
- 女敵き討ち（コミック乱、2000年 - 2001年、青柳裕介&青柳プロダクション）
- まぐろ土佐船（ビッグコミック、2001年3月10日号 - 7月20日号、10月25日号 - 2002年3月10日号、遺作、原作：斎藤健次）

## アシスタント出身者
- 嶺岸信明[3]
- 和気一作[4]
- 大石倉人[5]
- 井上紀良[6]
- 間宮聖士[7]
- 都佐野史樹[8]
- はくしょみのる[9]